# Patologia (matematica)

La funzione di Weierstrass è continua ovunque, ma non è differenziabile in alcun punto.

In matematica, quando un fenomeno matematico va contro alcune intuizioni, tale fenomeno viene talvolta definito patologico; d'altro canto, se un fenomeno non va contro l'intuizione, viene talvolta definito buon comportamento. Questi termini sono talvolta utili nella ricerca e nell'insegnamento della matematica, ma non vi è una definizione precisa di patologia o buon comportamento.

## In analisi
Un esempio classico di patologia è la funzione di Weierstrass, che è continua ovunque, ma non è differenziabile in alcun punto. La somma di una funzione differenziabile e la funzione di Weierstrass è ancora continua, ma non differenziabile; quindi ci sono almeno tante funzioni quante sono le funzioni differenziabili. In effetti, utilizzando il teorema della categoria di Baire, si può dimostrare che le funzioni continue sono genericamente non differenziabili.
Tali esempi furono ritenuti patologici quando furono scoperti; per citare Henri Poincaré:
Prima, quando si inventava una nuova funzione, lo si faceva in vista di qualche fine pratico. Oggi vengono inventate apposta per dimostrare che i ragionamenti dei nostri antenati erano sbagliati, e da esse non riusciremo mai a ricavare niente di più.
Se la logica fosse l'unica guida dell'insegnante, egli dovrebbe cominciare dalle funzioni più generali, cioè dalle più particolari. Dovrebbe consentire al principiante di lottare con questo insieme di mostruosità. Se non lo si fa, potrebbero dire i logici, si raggiungerà l'esattezza solo per gradi.»
A partire da Poincaré, non è stato dimostrato da nessuna parte che funzioni differenziabili appaiano in processi fisici e biologici di base come il moto browniano e in applicazioni come il modello di Black-Scholes-Merton in finanza.
Counterexamples in Analysis è una intera opera di tali controesempi.
Un altro esempio di funzione patologica è la funzione continua di Paul Du Bois-Reymond, che non può essere rappresentata come serie di Fourier.

## In topologia
Un famoso controesempio in topologia è la sfera di Alexander, che mostra che inglobando topologicamente la sfera S2 in R3, si può non riuscire a separare lo spazio in maniera netta. Come controesempio, ha motivato i matematici a definire la proprietà di docilità, che sopprime il tipo di comportamento selvaggio esibito dalla sfera, dal nodo selvaggio e da altri esempi simili.
Come molte altre patologie, la sfera cornuta in un certo senso gioca su una struttura infinitamente fine, generata ricorsivamente, che nel limite viola l'intuizione ordinaria. In questo caso, la topologia di una catena sempre discendente di anelli interconnessi di pezzi continui della sfera nel limite riflette pienamente quella della sfera comune, e ci si aspetterebbe che l'esterno di essa, dopo un incorporamento, funzioni allo stesso modo. Eppure non è così: non riesce ad essere semplicemente connesso.
Counterexamples in Topology raccoglie una serie di controesempi.